# کوکاکوی جزیره شمالی
کوکاکوی جزیره شمالی یا غبغبکی کلاغی جزیره شمالی (نام علمی: Callaeas wilsoni) نام یک گونه از تیره غبغبکی‌های نیوزیلند است.